# Wilhelm Frickart
Wilhelm Frickart – as lotnictwa niemieckiego Luftstreitkräfte z 12 potwierdzonymi  zwycięstwami w I wojnie światowej w tym 5 rosyjskimi balonami obserwacyjnymi. Należał do elitarnego grona Balloon Buster.

## Informacje ogólne
Służył w rozpoznawczych jednostkach lotniczych na froncie wschodnim najpierw w FA24, w której w kwietniu 1917 roku odniósł dwa zwycięstwa nad rosyjskimi samolotami Vosin w okolicach Kuropatnik koło Brzeżan. Następnie służąc w  FA 242 w czerwcu zestrzelił 5 balonów obserwacyjnych w okolicach miejscowości Folosenkow  i Telacze w obwodzie tarnopolskim.
Po odbyciu szkolenie został pilotem samolotu obserwacyjnego i pełnił służbę w FA 20. W połowie 1918 roku został skierowany do eskadry myśliwskiej Jasta 64, a następnie w połowie sierpnia  do Jasta 65, w której służył do końca wojny, odnosząc jeszcze 3 zwycięstwa. Jego losy powojenne nie są znane.

## Odznaczenia
- Królewski Order Rodu Hohenzollernów
- Krzyż Żelazny I Klasy
- Krzyż Żelazny II Klasy
- Srebrny Medal za Odwagę – Austro-Węgry
- Brązowy Medal za Odwagę – Austro-Węgry

## Upamiętnienie
Wilhelm Frickart został sfotografowany na serię pocztówek Sanke Postkarten. Jego podobizna została wydana z numerem 561.